# エレメンタリー ホームズ&ワトソン in NY
『エレメンタリー ホームズ&ワトソン in NY』（エレメンタリー ホームズ アンド ワトソン イン ニューヨーク、Elementary）は、アメリカ合衆国のCBSで2012年9月27日から2019年8月15日まで放送されたテレビドラマである。アーサー・コナン・ドイルが生み出したキャラクターであるシャーロック・ホームズを主人公としており、舞台をイギリスのロンドンから現代のアメリカ合衆国のニューヨークに置き換えている。ホームズをジョニー・リー・ミラー、ジョーン・ワトソン医師をルーシー・リューが演じる。本作により、初の女性版ジョン・H・ワトスンが誕生する事となった。
なお原題の「ELEMENTARY」は、シャーロック・ホームズを初めて舞台で演じた俳優であるウィリアム・ジレットの名台詞、「Elementary, my dear Watson. （初歩的なことだよ、ワトソン君）」から付けられている。
2012年10月23日にCBSはフルシーズンの製作を決定し、同年11月15日に残りのエピソードが発注された。2013年3月27日には第2シーズンの放送が決定、同年9月26日より放送開始。2018年12月、第7シーズンでの完結が発表された。
本来、シーズン6をハーフシーズンで終了する予定だったが、動画配信により8千万ドルの臨時収入があったことから、シーズンの更新が決定。シーズン6は急遽フルシーズンとなり、シーズン7がハーフシーズンで終了した。
日本では2013年10月12日からWOWOWで毎週土曜22:00に第1シーズンが放送された（字幕版は翌週土曜11:00。再放送は翌週月曜22:00）。シーズン2は同じくWOWOWで2014年10月9日から毎週木曜22:00（字幕版は翌日の金曜23:00）に放送された。
またCSのスーパー!ドラマTVでも2015年1月15日より第1シーズンの放送が開始された。テレビ東京でも『ランチチャンネル』枠に於いて2015年7月17日から8月25日まで第1シーズンを、2017年12月15日から2018年1月29日まで第2シーズンをそれぞれ放送。

## ストーリー
かつてスコットランドヤード（ロンドン警視庁）の顧問をしていたが、薬物依存のリハビリのためアメリカ合衆国ニューヨークに移住したホームズ。リハビリ施設を出所後、彼はニューヨーク市警の顧問となり、凶悪犯罪の捜査に協力することとなる。そこにホームズの父親からの命を受けて、薬物依存からの離脱者の付添人として派遣されてきたのが、元外科医のジョーン・ワトソンだった。
彼らは6週間の共同生活をスタートさせ、ホームズはその鋭い観察眼と天才的な推理力、及びワトソンの医学的知識やなにげない助言、2人のぶつかり合う会話から手がかりを得て、数々の難事件を解決していく。

## 登場人物

### メイン
シャーロック・ホームズ (Sherlock Holmes)
演 - ジョニー・リー・ミラー、日本語吹替 - 三木眞一郎
並外れた観察眼と類い希なる推理力、超人的な記憶力を持つ名探偵。
ロンドンではスコットランドヤードを手伝う顧問（正式な雇用関係にはなく、ホームズが自発的に無償で捜査に関わっていただけだったので、本人はその役割を「顧問」と表現している。）だったが、薬物依存症に陥ったため父親によって米国の施設に送られた。施設を出た後は、スコットランドヤード時代の仲間であるニューヨーク市警グレッグソン警部のもとで捜査に協力することになる。
難解事件の解決に心血を注いでおり、地道なものから突飛なものまで、あらゆる手法を用いて事件を解決へと導く。事件解決を第一とするが故に、そのためなら多少のモラル違反なども意に介さない。時には警察顧問の権限を超えた軽犯罪じみた手段に訴え出ることもあり、その型破りな捜査はワトソンやグレッグソン警部、ベル刑事らを度々悩ませている。また、何でも暴く癖の為か、「自分への嘘」を嫌っており、気遣いから来るものでも容赦なく嫌悪する（他人事には興味がないので、捜査に関しない限りは他人間での嘘はスルーする）。
その独特の推理法は、本人曰く「演繹的推理法」であるとのこと。
性格は大変な自信家で、何かと自らの傑出した能力を誇示したがる。彼にとって凡人であるところの他人への配慮などというものは一切持ち合わせておらず、常に不遜で尊大且つ非常識な態度をとる事から、どこへ行っても変人扱いされる。但し、何度も世話になったグレッグソン警部の事だけは尊敬していると述べており、また話が進んでいくにつれて、ワトソンに対しても多少は尊重するようになっていく。また、そう言った捜査法で逆恨みを買い、自分を庇ったベル刑事はその後遺症で現場から外されてしまう。更に、ホームズも自身の過ちを理解しつつもプライドが受け止められずにベル刑事の神経を逆撫でしてしまい、一時は関係を悪化させ、ホームズもその罪悪感を処理できずに荒れてしまう。
父親（モーランド・ホームズ）は、少なくともニューヨークに5つのアパートを所有している資産家。多忙な仕事に就き、多数の助手を雇っている事などから、それなりに地位のあるビジネスマンであるらしい事が窺える。シャーロック自身には収入がないため、金銭面では全て父親に頼って暮らしている。が、父子関係は良好とは言えず、互いに顔を合わせる事はまずない。父親は金銭面以外で息子に親身になってやった事はないらしく、またシャーロックも父親を全く信用していない（シーズン1第3話において、「親父に6歳で寄宿学校に入れられた」とシャーロックは言及している）。
ピッキングや掏摸もお手の物で、捜査依頼がない時は、ありとあらゆる種類の手錠や錠前を使い自宅で専らピッキングの鍛錬に勤しんでいる。趣味は屋上での養蜂。
ジョーン・ワトソン (Dr. Joan Watson)
演 - ルーシー・リュー、日本語吹替 - 田中敦子
知性あふれる元心臓外科医で、ある手術に失敗し患者を死なせたことで自ら医学界を去り、元麻薬依存者の回復をサポートする「付添人」の職に就いた。シャーロックの父親に雇われ、付添人として6週間の共同生活を行う契約で、シャーロックと行動を共にする事になった。付添人の存在を煙たがる彼とは何かと口論が絶えず、そして頻繁に突飛な行動に出る彼に日々手を焼かされるが、次第に信頼関係を築き、友情すら育むように。元一流外科医ならではの医学知識は、時に捜査の武器になる。
当初は殺人現場のおぞましさに戸惑いを見せていたが、シャーロックに同行して仕方なく捜査に参加するうち、犯罪捜査への興味と素質を見せるようになる。真面目で、正義感と責任感が強く、事件解決のためには如何に突飛といえどもシャーロックへの協力を（最終的には）惜しまない。
付添人としての契約が切れた後も彼を心配し、契約が延長されたふりをして付添人を無償で続けていた。が、後にその事実を知ったシャーロックからの提案を受け、正式に助手となる（シーズン1第16話）。その後、探偵として独立するが、パートナーシップは継続している。
中国名は雲静宜（シーズン6第2話）。趣味はジョギング。
トーマス・グレッグソン警部 (Captain Thomas Gregson)
演 - エイダン・クイン、日本語吹替 - 堀内賢雄
ニューヨーク市警の警部。何度も表彰された経験のある、優秀な警部である。嘗てスコットランドヤードのテロ対策班で働いていた際、シャーロックと出会う。ワトソン同様シャーロックの言動に始終振り回されつつも、その才能には一目置いている。少々強面ではあるが、とても面倒見が良く思いやりのある人物。愛称はトミー、既婚者。シーズン2第6話にて妻のシェリル（演 - タリア・バルサム）も登場する。後に離婚するがペイジという女性と再婚する。シーズン7最終話では引退している。
マーカス・ベル刑事 (Marcus Bell)
演 - ジョン・マイケル・ヒル、日本語吹替 - あべそういち
グレッグソン警部の部下であるニューヨーク市警刑事（シーズン1第2話より）。最初は個性的なシャーロックの才能に懐疑的な見方を示すが、徐々に彼の能力を認めるようになる。元ギャングで前科者の兄アンドレ（シーズン1第16話に登場）とは違い、真面目で几帳面な性格、熱血漢の刑事である。
逆恨みを買ったシャーロックを庇って負傷、その後遺症で右腕を麻痺（シーズン2第10話より）したことで現場からデスクワークに回され、一時は荒んでしまっていたが、同シーズン13話のラストで復帰する。その後もシャーロック、ワトソンと事件を解決して実績を上げておりFBIなど色々な組織からスカウトも受けている。シーズン6においてUSMSからスカウトされたものの、結局最終話において警部に昇進しておりグレックソンの後釜として11分署を指揮している。
モーランド・ホームズ (Morland Holmes)
演 - ジョン・ノーブル、日本語吹替 - 菅生隆之
シャーロックの父。シャーロック曰く、表向きは資産家だがあらゆる闇ビジネスに手を染めている。会食の約束をしていても現れることはほぼなく、ワトソンも付添人を依頼されていた当時から本人に会えずにいた。シーズン4から登場。
シンウェル・ジョンソン (Shinwell Johnson)
演 - ネルサン・エリス、日本語吹替 - 伊藤健太郎
ギャング「SBK」の元幹部。外科医時代のワトソンの患者で、命を救われたことから、ワトソンには信頼を寄せている。仮出所中の身ながらFBIへの内通者としてSBKへ潜入したことから事件に巻き込まれる。シーズン5に登場。
マイケル・ローワン (Michael Rowan)
演 - デズモンド・ハリントン、日本語吹替 - 加瀬康之
PCS（脳震盪後症候群）に悩むシャーロックに断薬ミーティングで近づいてきた男。かつてシャーロックの発言で救われた、今度は自分がシャーロックを助ける番だと語り、友人になる。実は14人以上の男女を殺害している連続殺人鬼で、自らが断薬するためには証拠を残さない完全殺人が必要だとするサイコパス。シーズン6に登場。
オーディン・ライヘンバッハ (Odin Reichenbach)
演 - ジェームズ・フレイン、日本語吹替 - 小原雅人
インターネットサービス事業を行なっているオドカー社のトップで大富豪。姪の誘拐を予告する脅迫状について調査をシャーロックに依頼。シーズン7に登場。

### リカーリング
キャサリン・“キティ”・ウィンター (Katherine "Kitty" Winter)
演 - オフィリア・ラヴィボンド、日本語吹替 - 坂本真綾
シーズン2の事件の影響から一時的にイギリスに帰国したシャーロックが、かつてワトソンにそうしたように自らの探偵技術を教え込んだ弟子。シャーロックがニューヨークに戻る際に同伴し、継続して師事を受けていた。キャサリンの愛称である「キティ」で呼ばれることを好む。周囲の人間にも本人の希望で「キティ」と呼ばせている。過去に犯罪の被害者となった経験がある。シーズン3第1話から12話、シーズン5第15、16話。シーズン7第1話に登場。
アルフレード・ラモサ (Alfredo Llamosa)
演 - アトー・エッサンドー、日本語吹替 - 大林洋平
シャーロックの依存症回復プログラムにおける支援者。元は彼も麻薬依存者であり、そしてかなりの腕の車泥棒だったが改心した。チンピラ風の見た目に反して、意外と常識人。時々張り込みの代理など捜査の手伝いをしたり、シャーロックの「付添人」から「助手」になったワトソンに車のピッキングを教えたり、自動車窃盗防止装置の開発などをしている。シーズン1第8話より登場。
マイクロフト・ホームズ (Mycroft Holmes)
演 - リス・エヴァンス、日本語吹替 - 井上和彦
シャーロックの兄。シャーロックに婚約者を寝取られたことで仲違いしていたが、白血病から生還したことをきっかけに和解。自宅はロンドン・ベーカー街221B。ロンドンやニューヨークなど、世界各地でレストランを経営している。シーズン2第1話で初登場。ある出来事からシーズン2のキーパーソンになる。
アイリーン・アドラー (Irene Adler) / ジェイミー・モリアーティ (Jamie Moriarty)
演 - ナタリー・ドーマー、日本語吹替 - 小林沙苗
シャーロックのかつての恋人。女流画家。連続殺人鬼「M」に殺されたとされていたが、シーズン1終盤で生きていたことが判明する。
ギャレス・レストレード (Gareth Lestrade)
演 - ショーン・パートウィー、日本語吹替 - 黒田崇矢
ロンドン警視庁（スコットランドヤード）の刑事。シャーロックのロンドン時代の仕事仲間。事件解決の失敗からアルコール依存症に陥り、警察を解雇された。シーズン2から登場。
ハドソン (Ms.Hudson)
演 - キャンディス・ケイン、日本語吹替 - 桜井ひとみ
シャーロックの旧友のトランスジェンダーの女性。博識で片付け上手。シーズン1第19話に登場。
フィオナ・ヘルブロン (Fiona Helbron)
演 - ベティ・ギルピン、日本語吹替 - 遠藤綾
自閉症スペクトラムの女性。彼女曰く、発達障害ではなく非定型発達であるとのこと。
ハッカーの世界ではミトン(Mittens)の名で知られる天才的なプログラマー。自動運転車のプログラム制作にも関わった。自作のプログラムに猫のアスキーアートを仕込む癖がある。シーズン4第9話に登場。
ユージン・ホーズ博士 (Dr. Eugene Hawes)
演 - ジョーダン・ゲルバー、日本語吹替 - 武虎
副検死官。勝負好きで、シャーロックがチェスで勝てば（実際にはシャーロックの常勝）検視済みの遺体を調べさせてくれる。シーズン2から登場。

### その他
モリアーティ (Moriarty)
「M」と呼ばれ、様々な人間を手玉に取る犯罪コンサルタント。
ダニエル・ゴットリーブ (Daniel Gottlieb)
演 - F・マーリー・エイブラハム、日本語吹替 - 小川真司
アイリーン殺害など様々な殺人事件の黒幕・モリアーティとされる男。実はモリアーティに雇われた殺し屋。シーズン1第21話に登場。
セバスチャン・モラン (Sebastian Moran)
演 - ヴィニー・ジョーンズ、日本語吹替 - 大友龍三郎
元イギリス海兵隊員。アイリーンを殺害した犯人としてシャーロックが追っていた連続殺人鬼「M」の正体。実はモリアーティに雇われた殺し屋で、自分を裏切ったモリアーティの存在をシャーロックに教える。モリアーティからの依頼により少なくとも37人を殺害している。彼の手口は、犠牲者を三脚で逆さ吊りして殺した後、太い血管を切り開いて放血し、最後に死体を海に捨てるというもの。アーセナルFCのファンで、テレビで試合を観戦しながら殺人を行い、刑務所内でも応援歌を口ずさんでいる。シーズン1第12話と第21話に登場。妹がいるらしいが、それをモリアーティに利用されて獄中で自殺した。
ハビエル・アブレウ (Javier Abreu)
演 - マニー・ペレス、日本語吹替 - 伊藤健太郎
ニューヨーク市警刑事。グレッグソン警部の部下。パイロット版であるシーズン1第1話のみ登場。
ハーラン・エンプル (Harlan Emple)
演 - リッチ・ソマー、日本語吹替 - 三浦潤也
シャーロックが捜査上で助力を求める“非正規隊”の一人で数学者。数学にまつわる事件発生時に協力を依頼する。数式と自分の間に隔てるものをなくす為として、問題の解答中は（そこが訪問先のホームズ宅であっても）上半身裸で作業する。シーズン2から登場。
イラナ・マーチ (Elana March)
演 - ジーナ・ガーション
亡夫の後を継ぎ麻薬カルテルのボスとなった女性。高慢で賢く、冷酷。ワトソンを強く恨み、ワトソンの恋人を毒殺する。その後、刑務所で死体となって発見された。シーズン3第1話に登場。
デル・グルーナー (Del Gruner)
演 - スチュアート・タウンゼント
探偵の仕事を辞め、リーダ（保険）会社で調査員として働くことにしたワトソンの上司。実は連続殺人犯。シーズン3第11話と第12話に登場。
オスカー・ランキン (Oscar Rankin)
演 - マイケル・ウェストン
シャーロックが薬物依存症だった時期に懇意だったヘロインの売人。彼自身も薬物依存症。普段はインチキブランド品の路上販売をしている。
ジーナ・コルテス (Gina Cortes)
演 - モニーク・ガブリエラ・カーネン、日本語吹替 - 小松由佳
コニーアイランド署の女性刑事。昇進に関する逆恨みからワトソンを強く敵視し、ワトソンを陥れる為には自警団めいた暴力行為も辞さない。
シャンタル・ミルナー (Chantal Milner)
演 - チャステン・ハーモン、日本語吹替 - 実川貴美子
検事補で、ベル刑事と交際を始める。そのことが原因で別れた夫から嫌がらせを受けることに。シーズン5から登場。
クライド (Clyde)
リクガメ。元々は陰謀論サイトの管理人だったレン・ポンテコルヴォのペットだったが、彼の死亡によりシャーロック及びワトソンの共同所有となる。
ワトソンに対する目覚ましや犯行現場模型のモデルとしてしばしば用いられる。好物はレタス。第1シーズン第13話より登場。

## エピソード
| シーズン | シーズン | 話数 | 放送日         | 放送日         | DVD発売日     | DVD発売日      | DVD発売日     |
| シーズン | シーズン | 話数 | シーズン初回   | シーズン最終回 | リージョン1   | リージョン2    | リージョン4   |
| -------- | -------- | ---- | -------------- | -------------- | ------------- | -------------- | ------------- |
|          | 1        | 24   | 2012年9月27日  | 2013年5月16日  | 2013年8月27日 | 2013年12月23日 | 2014年2月5日  |
|          | 2        | 24   | 2013年9月26日  | 2014年5月15日  | 2014年8月26日 | 2014年8月25日  | 2015年1月28日 |
|          | 3        | 24   | 2014年10月30日 | 2015年5月14日  | 2015年8月25日 | 2015年9月21日  | TBA           |
|          | 4        | 24   | 2015年11月5日  | 2016年5月8日   |               |                |               |
|          | 5        | 24   | 2016年10月2日  | 2017年5月21日  |               |                |               |
|          | 6        | 21   | 2018年4月30日  | 2018年9月17日  |               |                |               |
|          | 7        | 13   | 2019年5月23日  | 2019年8月15日  |               |                |               |

### 第1シーズン（2012年 - 2013年）
| No. | #  | 日本語題 原題                                   | 監督                         | 脚本                                                                                       | 放送日         | 合衆国 視聴者数 （百万人） |
| --- | -- | ----------------------------------------------- | ---------------------------- | ------------------------------------------------------------------------------------------ | -------------- | -------------------------- |
| 1   | 1  | "摩天楼の名探偵" "Pilot"                        | マイケル・クエスタ           | ロバート・ドハティ                                                                         | 2012年9月27日  | 13.41                      |
| 2   | 2  | "あなたが寝てる間に…" "While You Were Sleeping" | ジョン・デヴィッド・コールズ | ロバート・ドハティ                                                                         | 2012年10月4日  | 11.13                      |
| 3   | 3  | "消えた誘拐犯" "Child Predator"                 | ロッド・ホルコム             | ピーター・ブレイク                                                                         | 2012年10月18日 | 10.91                      |
| 4   | 4  | "失踪" "Rat Race"                               | ローズマリー・ロドリゲス     | クレイグ・スウィーニー                                                                     | 2012年10月25日 | 10.31                      |
| 5   | 5  | "死の天使" "Lesser Evils"                       | コリン・バックシー           | リズ・フリードマン                                                                         | 2012年11月1日  | 10.49                      |
| 6   | 6  | "危険なフライト" "Flight Risk"                  | デヴィッド・プラット         | コリン・ブリンカーホフ                                                                     | 2012年11月8日  | 10.90                      |
| 7   | 7  | "忘れたい過去" "One Way to Get Off"             | シース・マン                 | クリストファー・シルバー                                                                   | 2012年11月15日 | 10.75                      |
| 8   | 8  | "長すぎた導火線" "The Long Fuse"                | アンドリュー・バーンスタイン | ジェフリー・ポール・キング                                                                 | 2012年11月29日 | 10.46                      |
| 9   | 9  | "瞳の中の暗殺者" "You Do It to Yourself"        | フィル・エイブラハム         | ピーター・ブレイク                                                                         | 2012年12月6日  | 10.31                      |
| 10  | 10 | "ダイヤモンドは永遠に" "The Leviathan"          | ピーター・ワーナー           | コリン・ブリンカーホフ & クレイグ・スウィーニー                                            | 2012年12月13日 | 10.46                      |
| 11  | 11 | "命の洗濯" "Dirty Laundry"                      | ジョン・デヴィッド・コールズ | リズ・フリードマン & クリストファー・シルバー                                              | 2013年1月3日   | 11.44                      |
| 12  | 12 | "Mの悲劇" "M."                                  | ジョン・ポルソン             | ロバート・ドハティ                                                                         | 2013年1月10日  | 11.48                      |
| 13  | 13 | "戦争ゲーム" "The Red Team"                     | クリスティーン・ムーア       | 原案: ジェフリー・ポール・キング & クレイグ・スウィーニー 脚本: ジェフリー・ポール・キング | 2013年1月31日  | 10.90                      |
| 14  | 14 | "殺人鬼のプロファイル" "The Deductionist"       | ジョン・ポルソン             | クレイグ・スウィーニー & ロバート・ドハティ                                                | 2013年2月3日   | 20.80                      |
| 15  | 15 | "過去の亡霊" "A Giant Gun, Filled with Drugs"   | ガイ・ファーランド           | 原案: クリストファー・シルバー 脚本: コリン・ブリンカーホフ & リズ・フリードマン           | 2013年2月7日   | 10.84                      |
| 16  | 16 | "容疑者ベルの献身" "Details"                    | サナー・ハムリ               | 原案: ロバート・ドハティ 脚本: ジェフリー・ポール・キング & ジェイソン・トレイシー         | 2013年2月14日  | 10.98                      |
| 17  | 17 | "偽りの遺伝子" "Possibility Two"                | シース・マン                 | マーク・ゴフマン                                                                           | 2013年2月21日  | 11.19                      |
| 18  | 18 | "せめて、探偵らしく" "Déjà Vu All Over Again"   | ジェリー・レヴィン           | ブライアン・ローデンベック                                                                 | 2013年3月14日  | 11.33                      |
| 19  | 19 | "嵐の夜に" "Snow Angels"                        | アンドリュー・バーンスタイン | ジェイソン・トレイシー                                                                     | 2013年4月4日   | 10.48                      |
| 20  | 20 | "ブラックメール" "Dead Man's Switch"            | ラリー・テン                 | 原案: クリストファー・シルバー 脚本: リズ・フリードマン & クリストファー・シルバー         | 2013年4月25日  | 10.07                      |
| 21  | 21 | "殺しのライセンス" "A Landmark Story"           | ピーター・ワーナー           | コリン・ブリンカーホフ                                                                     | 2013年5月2日   | 9.75                       |
| 22  | 22 | "復讐するは我にあり" "Risk Management"          | アダム・デヴィッドソン       | 原案: リズ・フリードマン & ロバート・ドハティ 脚本: リズ・フリードマン                     | 2013年5月9日   | 9.29                       |
| 23  | 23 | "本当の嘘" "The Woman"                          | サナー・ハムリ               | ロバート・ドハティ & クレイグ・スウィーニー                                                | 2013年5月16日  | 8.98                       |
| 24  | 24 | "傷だらけのヒーロー" "Heroine"                  | ジョン・ポルソン             | ロバート・ドハティ & クレイグ・スウィーニー                                                | 2013年5月16日  | 8.98                       |

### 第2シーズン（2013年 - 2014年）
| No. | #  | 日本語題 原題                                                | 監督                         | 脚本                                                                                       | 放送日         | 合衆国 視聴者数 （百万人） |
| --- | -- | ------------------------------------------------------------ | ---------------------------- | ------------------------------------------------------------------------------------------ | -------------- | -------------------------- |
| 25  | 1  | "ロンドン・コーリング" "Step Nine"                           | ジョン・ポルソン             | ロバート・ドハティ & クレイグ・スウィーニー                                                | 2013年9月26日  | 10.18                      |
| 26  | 2  | "博士の愛した数式" "Solve For X"                             | ジェリー・レヴィン           | ジェフリー・ポール・キング                                                                 | 2013年10月3日  | 9.38                       |
| 27  | 3  | "誰がために" "We Are Everyone"                               | マイケル・プレスマン         | クレイグ・スウィーニー                                                                     | 2013年10月10日 | 9.06                       |
| 28  | 4  | "罪と罰" "Poison Pen"                                        | アンドリュー・バーンスタイン | リズ・フリードマン                                                                         | 2013年10月17日 | 8.52                       |
| 29  | 5  | "ダブルフェイス" "Ancient History"                           | サナー・ハムリ               | ジェイソン・トレイシー                                                                     | 2013年10月24日 | 8.72                       |
| 30  | 6  | "真の標的" "An Unnatural Arrangement"                        | クリスティーン・ムーア       | キャスリン・ハンフリス                                                                     | 2013年10月31日 | 9.47                       |
| 31  | 7  | "華麗なる依頼人" "The Marchioness"                           | サナー・ハムリ               | クリストファー・ホリア & クレイグ・スウィーニー                                            | 2013年11月7日  | 8.89                       |
| 32  | 8  | "血は水よりも濃く" "Blood Is Thicker"                        | ジョン・ポルソン             | ボブ・グッドマン                                                                           | 2013年11月14日 | 8.54                       |
| 33  | 9  | "境界線" "On the Line"                                       | ガイ・ファーランド           | ジェイソン・トレイシー                                                                     | 2013年11月21日 | 9.24                       |
| 34  | 10 | "女王陛下の暗殺者" "Tremors"                                 | アーロン・リップスタッド     | リズ・フリードマン                                                                         | 2013年12月5日  | 8.29                       |
| 35  | 11 | "殺しの匂い" "Internal Audit"                                | ジェリー・レヴィン           | ボブ・グッドマン                                                                           | 2013年12月12日 | 9.09                       |
| 36  | 12 | "マレフィセント" "The Diabolical Kind"                       | ラリー・テン                 | ロバート・ドハティ & クレイグ・スウィーニー                                                | 2014年1月2日   | 9.04                       |
| 37  | 13 | "ギャング・オブ・ニューヨーク" "All in the Family"           | アンドリュー・バーンスタイン | ジェイソン・トレイシー                                                                     | 2014年1月9日   | 9.97                       |
| 38  | 14 | "眠れる化石" "Dead Clade Walking"                            | ヘレン・シェイヴァー         | ジェフリー・ポール・キング                                                                 | 2014年1月30日  | 10.34                      |
| 39  | 15 | "バレエ・カンパニーの怪人" "Corpse de Ballet"                | ジャン・ドゥ・スゴンザック   | リズ・フリードマン                                                                         | 2014年2月6日   | 9.45                       |
| 40  | 16 | "昨日の友は今日の敵" "The One Percent Solution"              | ガイ・ファーランド           | 原案: ボブ・グッドマン & クレイグ・スウィーニー 脚本: ボブ・グッドマン                     | 2014年2月27日  | 8.66                       |
| 41  | 17 | "よみがえり" "Ears to You"                                   | シース・マン                 | ローレン・マッケンジー & アンドリュー・ゲッテンス                                          | 2014年3月6日   | 8.54                       |
| 42  | 18 | "ドクター・グレンジャーの犬" "The Hound of the Cancer Cells" | マイケル・スロヴィス         | ボブ・グッドマン                                                                           | 2014年3月13日  | 8.94                       |
| 43  | 19 | "歯には歯を" "The Many Mouths of Andrew Colville"            | ラリー・テン                 | ロバート・ドハティ & ジェイソン・トレイシー                                                | 2014年4月3日   | 7.83                       |
| 44  | 20 | "アウトブレイク" "No Lack of Void"                           | サナー・ハムリ               | リズ・フリードマン & ジェフリー・ポール・キング                                            | 2014年4月10日  | 7.90                       |
| 45  | 21 | "唇のねじれた男" "The Man with the Twisted Lip"              | シース・マン                 | 原案: スティーブ・ゴットフリード 脚本: スティーブ・ゴットフリード & クレイグ・スウィーニー | 2014年4月24日  | 8.12                       |
| 46  | 22 | "48時間" "Paint It Black"                                    | ルーシー・リュー             | ロバート・ヒューイット・ウルフ                                                             | 2014年5月1日   | 7.81                       |
| 47  | 23 | "仮面" "Art in the Blood"                                    | ガイ・ファーランド           | ボブ・グッドマン                                                                           | 2014年5月8日   | 7.50                       |
| 48  | 24 | "逃亡者" "The Grand Experiment"                              | ジョン・ポルソン             | ロバート・ドハティ & クレイグ・スウィーニー                                                | 2014年5月15日  | 7.34                       |

### 第3シーズン（2014年 - 2015年）
| No. | #  | 日本語題 原題                                             | 監督                     | 脚本                                                                       | 放送日         | 合衆国 視聴者数 （百万人） |
| --- | -- | --------------------------------------------------------- | ------------------------ | -------------------------------------------------------------------------- | -------------- | -------------------------- |
| 49  | 1  | "ヤマアラシのジレンマ" "Enough Nemesis to Go Around"      | ジョン・ポルソン         | ロバート・ドハティ & クレイグ・スウィーニー                                | 2014年10月30日 | 7.57                       |
| 50  | 2  | "オレンジの種五つ" "The Five Orange Pipz"                 | ラリー・テン             | ボブ・グッドマン                                                           | 2014年11月6日  | 7.07                       |
| 51  | 3  | "イミテーション・ゲーム" "Just a Regular Irregular"       | ジェリー・レヴィン       | ロバート・ヒューイット・ウルフ                                             | 2014年11月13日 | 6.53                       |
| 52  | 4  | "世界でひとつの彼女" "Bella"                              | ガイ・ファーランド       | クレイグ・スウィーニー                                                     | 2014年11月20日 | 6.49                       |
| 53  | 5  | "ブラッド・ダイヤモンド" "Rip Off"                        | ジョン・ポルソン         | ジェイソン・トレイシー                                                     | 2014年11月27日 | 6.11                       |
| 54  | 6  | "欲望という名の地図" "Terra Pericolosa"                   | アーロン・リップスタッド | 原案: ボブ・グッドマン & ジェフリー・ポール・キング 脚本: ボブ・グッドマン | 2014年12月4日  | 6.59                       |
| 55  | 7  | "ゴーン・ガール" "The Adventure of the Nutmeg Concoction" | クリスティーン・ムーア   | ピーター・オッコ                                                           | 2014年12月11日 | 7.63                       |
| 56  | 8  | "エンド・オブ・ウォッチ" "End of Watch"                   | ロン・フォーチュネイト   | ロバート・ヒューイット・ウルフ                                             | 2014年12月18日 | 7.57                       |
| 57  | 9  | "時の支配者" "The Eternity Injection"                     | ラリー・テン             | クレイグ・スウィーニー                                                     | 2015年1月8日   | 8.60                       |
| 58  | 10 | "世界に一つだけの花" "Seed Money"                         | ジョン・ポルソン         | ブライアン・ローデンベック                                                 | 2015年1月15日  | 8.09                       |
| 59  | 11 | "高名な依頼人" "The Illustrious Client"                   | ガイ・ファーランド       | ジェイソン・トレイシー                                                     | 2015年1月22日  | 8.28                       |
| 60  | 12 | "決着の日" "The One That Got Away"                        | シース・マン             | ロバート・ドハティ                                                         | 2015年1月29日  | 7.69                       |
| 61  | 13 | "ペイバック" "Hemlock"                                    | クリスティーン・ムーア   | アリカ・リサンヌ・ミットマン                                               | 2015年2月5日   | 7.87                       |
| 62  | 14 | "女たちの戦い" "The Female of the Species"                | ルーシー・リュー         | ジェフリー・ポール・キング                                                 | 2015年2月12日  | 7.91                       |
| 63  | 15 | "命の値段" "When Your Number's Up"                        | ジェリー・レヴィン       | ボブ・グッドマン                                                           | 2015年2月19日  | 8.21                       |
| 64  | 16 | "見えない手錠" "For All You Know"                         | ガイ・ファーランド       | ピーター・オッコ                                                           | 2015年3月5日   | 7.67                       |
| 65  | 17 | "冷凍庫のミイラ" "T-Bone And The Iceman"                  | マイケル・スロヴィス     | ジェイソン・トレイシー                                                     | 2015年3月12日  | 7.58                       |
| 66  | 18 | "オリュンポスの監視者たち" "The View From Olympus"        | シース・マン             | 原案: ジョーダン・ローゼンバーグ 脚本: ボブ・グッドマン                    | 2015年4月2日   | 7.48                       |
| 67  | 19 | "“みんな”の仁義なき戦い" "One Watson, One Holmes"         | ジョン・ポルソン         | ロバート・ヒューイット・ウルフ                                             | 2015年4月9日   | 7.03                       |
| 68  | 20 | "ホーンテッドマンション" "A Stitch in Time"               | ロン・フォーチュネイト   | ピーター・オッコ                                                           | 2015年4月16日  | 7.56                       |
| 69  | 21 | "アンダー・マイ・スキン" "Under My Skin"                  | アーロン・リップスタッド | ジェフリー・ポール・キング                                                 | 2015年4月23日  | 7.73                       |
| 70  | 22 | "プリズンブレイク" "The Best Way Out Is Always Through"   | マイケル・スロヴィス     | アリカ・リサンヌ・ミットマン                                               | 2015年4月30日  | 7.03                       |
| 71  | 23 | "1億匹事件" "Absconded"                                   | ガイ・ファーランド       | ジェイソン・トレイシー                                                     | 2015年5月7日   | 6.92                       |
| 72  | 24 | "仕組まれた罠" "A Controlled Descent"                     | ジョン・ポルソン         | ロバート・ドハティ                                                         | 2015年5月14日  | 6.96                       |

### 第4シーズン（2015年 - 2016年）
| No. | #  | 日本語題 原題                                          | 監督                     | 脚本                                                  | 放送日         | 合衆国 視聴者数 （百万人） |
| --- | -- | ------------------------------------------------------ | ------------------------ | ----------------------------------------------------- | -------------- | -------------------------- |
| 73  | 1  | "過去との遭遇" "The Past Is Parent"                    | ジョン・ポルソン         | ロバート・ドハティ & クレイグ・スウィーニー           | 2015年11月5日  | 5.58                       |
| 74  | 2  | "洗脳プログラムの秘密" "Evidence of Things Not Seen"   | ロン・フォーチュネイト   | 原案: ジェイソン・トレイシー 脚本: ロバート・ドハティ | 2015年11月12日 | 5.16                       |
| 75  | 3  | "ドッペルゲンガー殺人事件" "Tag, You're Me"            | クリスティーン・ムーア   | 原案: ボブ・グッドマン 脚本: ロバート・ドハティ       | 2015年11月19日 | 5.61                       |
| 76  | 4  | "血と骨" "All My Exes Live in Essex"                   | マイケル・プレスマン     | ロバート・ヒューイット・ウルフ                        | 2015年11月26日 | 5.32                       |
| 77  | 5  | "ビデオゲームの墓場" "The Games Underfoot"             | アレックス・チャップル   | アリカ・リサンヌ・ミットマン                          | 2015年12月10日 | 5.00                       |
| 78  | 6  | "摩天楼のスナイパー" "The Cost of Doing Business"      | アーロン・リップスタッド | ジェイソン・トレイシー                                | 2015年12月17日 | 5.92                       |
| 79  | 7  | "ライアーゲーム" "Miss Taken"                          | ガイ・ファーランド       | タマラ・ジャロン                                      | 2016年1月7日   | 6.71                       |
| 80  | 8  | "罪人の子" "A Burden of Blood"                         | クリスティーン・ムーア   | ニック・ティール                                      | 2016年1月14日  | 5.98                       |
| 81  | 9  | "操られた暴走車" "Murder Ex Machina"                   | ガイ・ファーランド       | ロバート・ヒューイット・ウルフ                        | 2016年1月21日  | 6.33                       |
| 82  | 10 | "学資ローンの罠" "Alma Matters"                        | ラリー・テン             | ボブ・グッドマン                                      | 2016年1月28日  | 6.09                       |
| 83  | 11 | "行先は死体安置所" "Down Where the Dead Delight"       | ジェリー・レヴィン       | ジェフリー・ポール・キング                            | 2016年2月4日   | 6.23                       |
| 84  | 12 | "悪魔の要塞" "A View with a Room"                      | ジョン・ポルソン         | リチャード・C・オーキー                               | 2016年2月11日  | 6.10                       |
| 85  | 13 | "死の幻覚キノコ" "A Study in Charlotte"                | ガイ・ファーランド       | ロバート・ヒューイット・ウルフ                        | 2016年2月18日  | 5.95                       |
| 86  | 14 | "チャイナタウンの戦場" "Who Is That Masked Man?"       | ラリー・テン             | ジェイソン・トレイシー                                | 2016年2月25日  | 5.82                       |
| 87  | 15 | "大いなる遺産" "Up to Heaven and Down to Hell"         | ジョン・ポルソン         | タマラ・ジャロン                                      | 2016年3月3日   | 5.85                       |
| 88  | 16 | "キラー・ドッグ" "Hounded"                             | ロン・フォーチュネイト   | ロバート・ヒューイット・ウルフ                        | 2016年3月10日  | 5.64                       |
| 89  | 17 | "NYのヒーロー" "You've Got Me, Who's Got You?"         | セイス・マン             | ポール・コーネル                                      | 2016年3月20日  | 5.28                       |
| 90  | 18 | "備えあれば患いあり" "Ready or Not"                    | クリスティーン・ムーア   | ボブ・グッドマン                                      | 2016年3月27日  | 5.16                       |
| 91  | 19 | "標的のポーカー" "All In"                              | アーロン・リップスタッド | クリスティーン・ムーア                                | 2016年4月10日  | 6.38                       |
| 92  | 20 | "DNAの迷宮" "Art Imitates Art"                         | ロン・フォーチュネイト   | アリカ・リサンヌ・ミットマン                          | 2016年4月10日  | 6.04                       |
| 93  | 21 | "裏切りは誰の手に" "Ain't Nothing Like the Real Thing" | ジェレミー・ウェッブ     | ニック・ティール & ジェフリー・ポール・キング         | 2016年4月17日  | 5.51                       |
| 94  | 22 | "逆転の推理" "Turn It Upside Down"                     | ルーシー・リュー         | ボブ・グッドマン                                      | 2016年4月24日  | 5.15                       |
| 95  | 23 | "見えざる手" "The Invisible Hand"                      | ガイ・ファーランド       | ロバート・ドハティ & ジェイソン・トレーシー           | 2016年5月1日   | 5.45                       |
| 96  | 24 | "最後の死闘" "A Difference in Kind"                    | ジョン・ポルソン         | ジェイソン・トレーシー & ロバート・ドハティ           | 2016年5月8日   | 5.46                       |

### 第5シーズン（2016年 - 2017年）
| No. | #  | 日本語題 原題                                           | 監督                     | 脚本                                            | 放送日         | 合衆国 視聴者数 （百万人） |
| --- | -- | ------------------------------------------------------- | ------------------------ | ----------------------------------------------- | -------------- | -------------------------- |
| 97  | 1  | "過去の漂白" "Folie à Deux"                             | クリスティーン・ムーア   | ロバート・ドハティ & ジェフリー・ポール・キング | 2016年10月2日  | 6.03                       |
| 98  | 2  | "連城の璧" "Worth Several Cities"                       | ガイ・ファーランド       | ロバート・ヒューイット・ウルフ                  | 2016年10月16日 | 5.21                       |
| 99  | 3  | "結婚のシナリオ" "Render, and Then Seize Her"           | アレックス・チャップル   | ジェイソン・トレイシー                          | 2016年10月23日 | 5.39                       |
| 100 | 4  | "空を盗んだ男" "Henny Penny the Sky Is Falling"         | ジョン・ポルソン         | ボブ・グッドマン                                | 2016年10月30日 | 4.80                       |
| 101 | 5  | "天使を追いかけて" "To Catch a Predator Predator"       | ガイ・ファーランド       | タマラ・ジャロン                                | 2016年11月6日  | 4.68                       |
| 102 | 6  | "嫌な知らせ" "Ill Tidings"                              | ロン・フォーチュナト     | ジェフリー・ポール・キング                      | 2016年11月13日 | 5.45                       |
| 103 | 7  | "二度殺された男" "Bang Bang Shoot Chute"                | ジェリー・レヴィン       | セレステ・チャン・ウルフ                        | 2016年11月20日 | 5.01                       |
| 104 | 8  | "ソーセージができるまで" "How the Sausage Is Made"      | マイケル・プレスマン     | マーク・ハディス                                | 2016年11月27日 | 4.95                       |
| 105 | 9  | "縄張りのならわし" "It Serves You Right to Suffer"      | エイダン・クイン         | ケリー・ウィーラー                              | 2016年12月11日 | 4.73                       |
| 106 | 10 | "死の処方箋" "Pick Your Poison"                         | ジェレミー・ウェッブ     | ボブ・グッドマン                                | 2016年12月18日 | 5.08                       |
| 107 | 11 | "かごの鳥" "Be My Guest"                                | マヤ・ヴルヴィロ         | ジェイソン・トレイシー                          | 2017年1月8日   | 5.14                       |
| 108 | 12 | "ピエロが眠る森" "Crowned Clown, Downtown Brown"        | マイケル・スロヴィス     | ジョーダン・ローゼンバーグ                      | 2017年1月15日  | 4.36                       |
| 109 | 13 | "秒読みの銃弾" "Over a Barrel"                          | ガイ・ファーランド       | ジェフリー・ポール・キング                      | 2017年1月29日  | 5.44                       |
| 110 | 14 | "ゲームオーバー" "Rekt in Real Life"                    | ジョン・ポルソン         | ロバート・ヒューイット・ウルフ                  | 2017年2月19日  | 5.08                       |
| 111 | 15 | "狙われた名探偵" "Wrong Side of the Road"               | ジェニファー・リンチ     | ロバート・ドハティ & ジェイソン・トレイシー     | 2017年3月5日   | 4.26                       |
| 112 | 16 | "献身的な殺人" "Fidelity"                               | クリスティーン・ムーア   | ジェイソン・トレイシー & ロバート・ドハティ     | 2017年3月12日  | 4.50                       |
| 113 | 17 | "レディ・フランシスの叫び" "The Ballad of Lady Frances" | アーロン・リップスタッド | ボブ・グッドマン & ジョーダン・ローゼンバーグ   | 2017年3月19日  | 4.28                       |
| 114 | 18 | "パイレーツ・オブ・ニューヨーク" "Dead Man's Tale"      | アレックス・チャップル   | タマラ・ジャロン                                | 2017年3月26日  | 5.16                       |
| 115 | 19 | "２人の灰" "High Heat"                                  | マイケル・ヘクマット     | ケリー・ウィーラー                              | 2017年4月16日  | 4.29                       |
| 116 | 20 | "種のないトリック" "The Art of Sleights and Deception"  | ロン・フォーチュナト     | マーク・ハディス                                | 2017年4月23日  | 4.47                       |
| 117 | 21 | "浮遊する怒り" "Flying into a Rage, Make a Bad Landing" | ガイ・ファーランド       | ボブ・グッドマン                                | 2017年4月30日  | 4.79                       |
| 118 | 22 | "もっとも危険なゲーム" "Moving Targets"                 | ルーシー・リュー         | ロバート・ヒューイット・ウルフ                  | 2017年5月7日   | 4.22                       |
| 119 | 23 | "宣戦布告" "Scrambled"                                  | クリスティーン・ムーア   | ジェイソン・トレイシー                          | 2017年5月14日  | 4.43                       |
| 120 | 24 | "戦いの果て" "Hurt Me, Hurt You"                        | ジョン・ポルソン         | ロバート・ドハティ & ジェフリー・ポール・キング | 2017年5月21日  | 4.11                       |

### 第6シーズン（2018年）
| No. | #  | 日本語題 原題                                                | 監督                   | 脚本                                                                           | 放送日        | 合衆国 視聴者数 （百万人） |
| --- | -- | ------------------------------------------------------------ | ---------------------- | ------------------------------------------------------------------------------ | ------------- | -------------------------- |
| 121 | 1  | "過ぎ去った退屈" "An Infinite Capacity for Taking Pains"     | クリスティーン・ムーア | ボブ・グッドマン                                                               | 2018年4月30日 | 4.74                       |
| 122 | 2  | "ミッドタウンの稲妻" "Once You've Ruled Out God"             | ガイ・ファーランド     | ロバート・ヒューイット・ウルフ                                                 | 2018年5月7日  | 4.59                       |
| 123 | 3  | "世にも奇妙な戦死" "Pushing Buttons"                         | クリスティーン・ムーア | ジェフリー・ポール・キング                                                     | 2018年5月14日 | 4.43                       |
| 124 | 4  | "血まみれの診療所" "Our Time Is Up"                          | ガイ・ファーランド     | リズ・フリードマン                                                             | 2018年5月21日 | 4.17                       |
| 125 | 5  | "頭だけの死体" "Bits and Pieces"                             | ジョン・ポルソン       | タマラ・ジャロン                                                               | 2018年5月28日 | 3.94                       |
| 126 | 6  | "この指とまれ" "Give Me the Finger"                          | ジョニー・リー・ミラー | ジョーダン・ローゼンバーグ                                                     | 2018年6月4日  | 4.41                       |
| 127 | 7  | "殺しのオーナメント" "Sober Companions"                      | セイス・マン           | ジェイソン・トレイシー                                                         | 2018年6月11日 | 4.35                       |
| 128 | 8  | "砂の女" "Sand Trap"                                         | ジェニファー・リンチ   | ケリー・ウィーラー                                                             | 2018年6月18日 | 4.54                       |
| 129 | 9  | "命の期限" "Nobody Lives Forever"                            | ガイ・ファーランド     | ジェフリー・ポール・キング                                                     | 2018年6月25日 | 3.97                       |
| 130 | 10 | "知りすぎていた女" "The Adventure of the Ersatz Sobekneferu" | ルーシー・リュー       | ロバート・ヒューイット・ウルフ                                                 | 2018年7月2日  | 3.89                       |
| 131 | 11 | "煙の彼方" "You've Come a Long Way, Baby"                    | ガイ・ファーランド     | ボブ・グッドマン                                                               | 2018年7月16日 | 3.35                       |
| 132 | 12 | "女王様と奴隷たち" "Meet Your Maker"                         | ロン・フォーチュナト   | ロバート・ヒューイット・ウルフ                                                 | 2018年7月23日 | 3.45                       |
| 133 | 13 | "優しい殺し屋" "Breathe"                                     | クリスティーン・ムーア | ボブ・グッドマン                                                               | 2018年7月30日 | 3.33                       |
| 134 | 14 | "閉ざされた11分署" "Through the Fog"                         | ガイ・ファーランド     | ジェフリー・ポール・キング                                                     | 2018年8月6日  | 3.38                       |
| 135 | 15 | "お粗末な儀式" "How to Get a Head"                           | クリスティーン・ムーア | シャーマン・リー                                                               | 2018年8月12日 | 3.02                       |
| 136 | 16 | "不気味の谷の目撃者" "Uncanny Valley of the Dolls"           | ジョニー・リー・ミラー | タマラ・ジャロン & ケリー・ウィーラー                                          | 2018年8月13日 | 3.48                       |
| 137 | 17 | "食物連鎖の理" "The Worms Crawl In, the Worms Crawl Out"     | ジョン・マイケル・ヒル | ジョーダン・ローゼンバーグ                                                     | 2018年8月20日 | 3.34                       |
| 138 | 18 | "ホロウィッツの大予言" "The Visions of Norman P. Horowitz"   | ルーシー・リュー       | 原案：ジェイソン・トレイシー & ブランドン・タノリ 脚本：ジェイソン・トレイシー | 2018年8月27日 | 3.57                       |
| 139 | 19 | "解けない数式" "The Geek Interpreter"                        | クリスティーン・ムーア | タマラ・ジャロン & ケリー・ウィーラー                                          | 2018年9月3日  | 3.30                       |
| 140 | 20 | "死が二人を分かつまで" "Fit to be Tied"                      | ロン・フォーチュナト   | ジェイソン・トレイシー                                                         | 2018年9月10日 | 3.17                       |
| 141 | 21 | "最愛の相棒へ" "Whatever Remains, However Improbable"        | クリスティーン・ムーア | ロバート・ドハティ                                                             | 2018年9月17日 | 3.10                       |

### 第7シーズン（2019年）
| No. | #  | 日本語題 原題                                             | 監督                   | 脚本                                        | 放送日        | 合衆国 視聴者数 （百万人） |
| --- | -- | --------------------------------------------------------- | ---------------------- | ------------------------------------------- | ------------- | -------------------------- |
| 142 | 1  | "ホームズ＆ワトソン in ロンドン" "The Further Adventures" | クリスティーン・ムーア | ロバート・ドハティ & ジェイソン・トレイシー | 2019年5月23日 | 4.08                       |
| 143 | 2  | "凶弾" "Gutshot"                                          | ガイ・ファーランド     | ジェイソン・トレイシー & ロバート・ドハティ | 2019年5月30日 | 3.78                       |
| 144 | 3  | "倉庫に眠る秘密" "The Price of Admission"                 | トーマス・カーター     | タマラ・ジャロン                            | 2019年6月6日  | 3.70                       |
| 145 | 4  | "危険な青信号" "Red Light, Green Light"                   | ジョニー・リー・ミラー | ロバート・ヒューイット・ウルフ              | 2019年6月13日 | 3.75                       |
| 146 | 5  | "回りくどい殺人" "Into the Woods"                         | クリスティーン・ムーア | ジェフリー・ポール・キング                  | 2019年6月20日 | 3.34                       |
| 147 | 6  | "奪われたDNA" "Command: Delete"                           | クレイグ・ジスク       | ジョーダン・ローゼンバーグ                  | 2019年6月27日 | 3.09                       |
| 148 | 7  | "ロシアより毒をこめて" "From Russia with Drugs"           | マイケル・ヘクマット   | ショーン・ベネット                          | 2019年7月4日  | 2.72                       |
| 149 | 8  | "ミス・ライアー" "Miss Understood"                        | マイケル・スミス       | ボブ・グッドマン                            | 2019年7月11日 | 2.90                       |
| 150 | 9  | "名犬オリー" "On the Scent"                               | クリスティーン・ムーア | ジェフリー・ポール・キング                  | 2019年7月18日 | 2.81                       |
| 151 | 10 | "路地裏の美女" "The Latest Model"                         | ロン・フォーチュナト   | ロバート・ヒューイット・ウルフ              | 2019年7月25日 | 2.63                       |
| 152 | 11 | "黒幕の流儀" "Unfriended"                                 | ルーシー・リュー       | ボブ・グッドマン                            | 2019年8月1日  | 2.42                       |
| 153 | 12 | "ホームズ最後の事件" "Reichenbach Falls"                  | ロン・フォーチュナト   | ジェイソン・トレイシー                      | 2019年8月8日  | 2.59                       |
| 154 | 13 | "別れの挨拶" "Their Last Bow"                             | クリスティーン・ムーア | ロバート・ドハティ                          | 2019年8月15日 | 2.82                       |

## 放送
カナダではグローバルテレビジョンネットワークで2012年9月27日より放送が始まった。イギリスではスカイ・リヴィングで2012年10月23日より放送が始まった。オーストラリアではネットワーク・テンで2013年2月3日より放送が始まった。ニュージーランドではプライムで2013年2月27日より放送が始まった。日本ではWOWOWで2013年10月5日に先行無料放送された後、10月12日よりレギュラー放送が始まった。
2013年2月3日には第47回スーパーボウルの後に第14話が放送され、シリーズ最高となる2080万人の視聴者を獲得した。